# Didgori csata
A didgori csata (grúzul: დიდგორის ბრძოლა) egy jelentős ütközet volt IV. (Építő) Dávid Grúz Királysága és a hanyatló Nagyszeldzsuk Birodalom között a Didgori-hegyen, 40 kilométerre Tbiliszitől, 1121. augusztus 12-én. A csatában alacsonyabb létszáma ellenére döntő győzelmet aratott a grúz hadsereg, mely Tbiliszi muszlim uralom alóli felszabadításához, és a modern középkori Grúzia létrejöttéhez vezetett. Innentől két évszázadig számítják a "grúz aranykort" a történészek, a csatát pedig "csodával felérő győzelemnek" titulálják (grúz: ძლევაჲ საკვირველი). A mai napig nemzeti ünnepnek számít, mely a Didgoroba nevet viseli.

## Előzményei

### A szeldzsukok
Keveset tudni Ilgázi pontos terveiről. Ami biztos, hogy a hadvezér döntő többségben vetett be könnyű-gyalogságot, könnyű íjászokat és könnyűlovasságot az első sorokban, míg a sereg többi része mögöttük maradt csatarendben. Valószínűleg a szeldzsuk felderítők jóval kisebb erejű grúz sereget jelentettek a ténylegesnél, amely megnövelte Ilgázi önbizalmát. Ezenkívül nincs bizonyíték arra, hogy a szeldzsuk sereg rendelkezett volna nehézlovassággal, mely felvehette volna a harcot a grúz nehézlovassági erőkkel.

### A grúzok
A szeldzsukok létszámfölénye ellenére a grúzok mind taktikailag, mind stratégiailag előnyben voltak. IV. Dávid reformjai egy rendezett és szervezett katonai erőt hoztak létre, mely párját ritkította a korabeli világban. A legkisebb formációk körülbelül egy mai szakasznak feleltek meg, majd az egyre nagyobb seregeket egyre nagyobb rangú szolgák vezették. A legfontosabb a Monaspa névre hallgató királyi rend volt, mely 5000 jól képzett harcosból állt, mely akár a lovasság ellen is sikerrel fel tudta venni a versenyt. Ezenkívül több száz keresztes lovag is a rendelkezésükre állt, melyeket II. Balduin jeruzsálemi király küldött a grúz sereg számára. A keresztesek, a kipcsak lovasság és a gyalogság kis része a hadsereg közepére, a király köré került, míg a sereg többi része egyenlően, két szárnyra lett elosztva. Mindkét szárny elején nagy és sűrű létszámú nehézlovasság helyezkedett el.

## A csata

Az emlékmű egy részlete, földbeszúrt kardokkal

A csatát különféle krónikák máshogy örökítették meg. Az arab történetíró Izz ad-Dín Ibn al-Aszír szerint Dávid leválasztotta serege egy kis részét, hogy szimulálja a megegyezés lehetőségét. Más beszámolók szerint dezertőröknek álcázták magukat, akik egy meghallgatást szerettek volna önállóan kezdeményezni Ilgázival. Eközben a grúz hadsereg közel került a szeldzsukok bekerítéséhez, akik képtelenek voltak ennek megakadályozására. A "küldöttek" eközben felfedték tényleges feladatukat: minden szeldzsuk hadvezért lemészároltak, akik a közelükben voltak. Eközben Dávid frontális támadást rendelt az ellenség élcsapatai ellen a keresztes lovassággal, mely nem csak az első vonalat semmisítette meg, de az általuk védett íjászréteget is, megfosztva ezzel a szeldzsuk hadsereget egyik fontos összetevőjétől. Ezután a grúzok a szárnyakat támadták teljes formációban. Bár Ilgázi és fia is túlélték az első vonalban, ám mindketten súlyosan megsérültek, és gyakorlatilag vezetés nélkül elhagyták csapataikat és a harcmezőt - a parancsnokai nagy többsége vagy szintén megsérült, vagy meghalt eddig az időig. Dávid nem hezitált, személyesen vezette a csapatait a jobb szárny ostromlására, a nehézlovasságot előre küldve. Ez igen effektívnek bizonyult. Eközben a bal szárny fia, Dimitriusz vezetésével szintén áttörte a szeldzsuk védelmi réteget, pánikot és megfutamodást okozva. Ekkor a csatában még részt nem vett szeldzsuk hátsó csapatok is becsatlakoztak az ütközetbe, ám ők is gyorsan szétszéledtek, miután első soruk szinte teljesen megsemmisült. Dávid ezután 15 000 kipcsak lovast küldött a megfutamodottak után, hogy ne legyen esélyük újraszerveződni, akik ezt sikerrel teljesítették.
A csata körülbelül három óra alatt lezajlott. A menekülő szeldzsukok még napokon keresztül üldözve lettek, míg az elkapottak grúz szolgálatba álltak, hogy újraépítsék a királyságot. A győzelem eredményeként a grúzok a teljes régiót, és egyes környező szeldzsuk területeket is felszabadítottak a muszlim uralom alól, melyek szinte védelem nélkül álltak.

## Tbiliszi
Bár a közismert tévhit szerint ezzel azonnal felszabadult Tbiliszi, Dávid csak egy évvel később foglalta azt vissza, s tette királyságának fővárosává. Korabeli keresztény források kihangsúlyozzák a király bosszúját a város muszlim lakossága felett, ám az arab történetíró Badr ad-Dín al-Ajni szerint, bár voltak akik nem élték túl a város visszavételét, Dávid vallási türelmet biztosított és
"jobban tisztelte a muszlimok érzéseit, mint egyes muszlim uralkodók tették".